# 福島県道347号高陦田島線

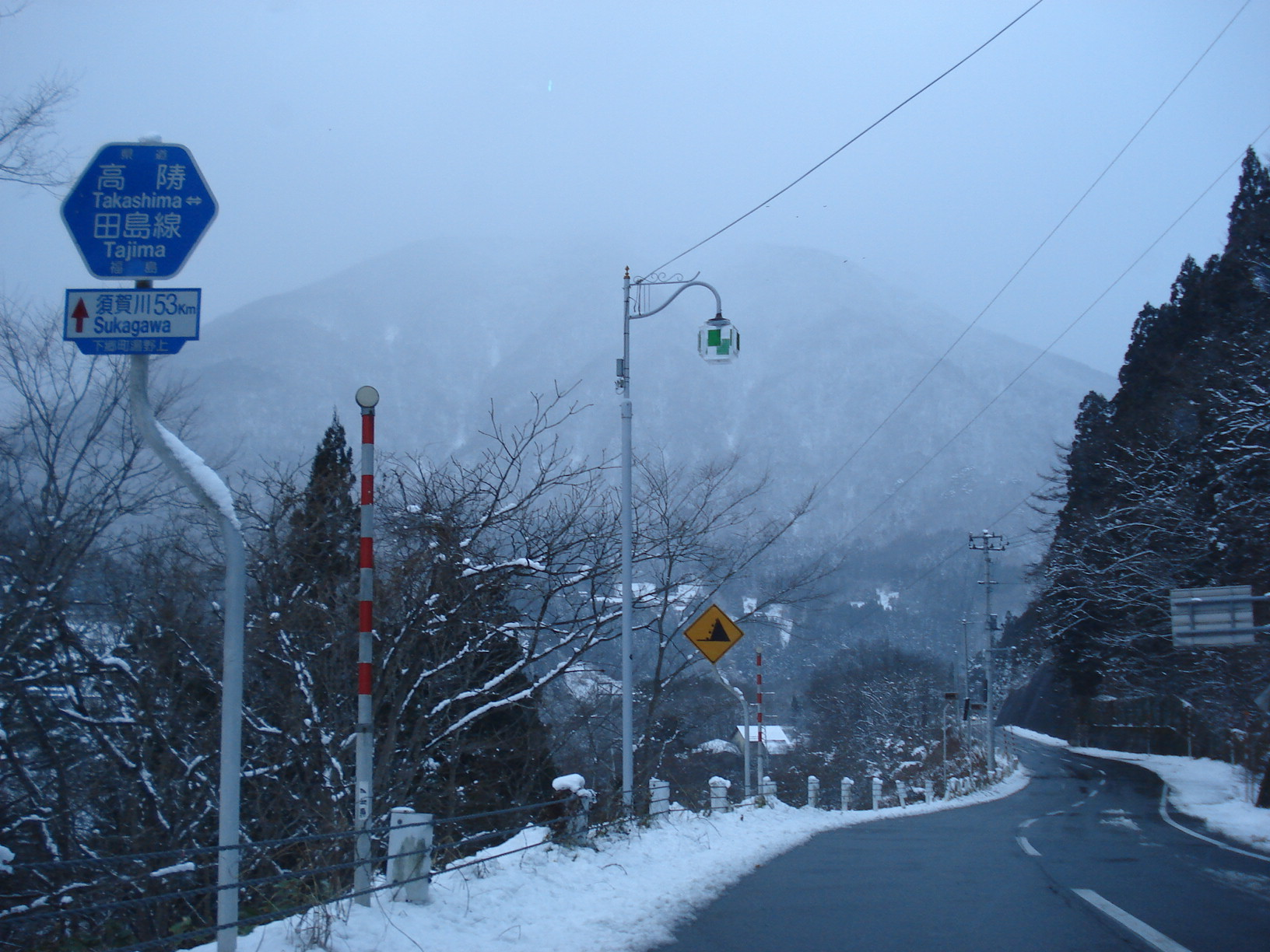
福島県南会津郡下郷町湯野上付近

福島県道347号高陦田島線（ふくしまけんどう347ごう たかしまたじません）は、福島県南会津郡下郷町から南会津郡南会津町に至る一般県道である。

## 路線概要
- 起点：福島県南会津郡下郷町大字高陦字寄神乙
- 終点：福島県南会津郡南会津町田島字西町甲
- 総延長：20.444km[1]
  - 実延長：20.337km
- 路線認定年月日：1959年8月31日[2]

阿賀川、会津鉄道会津線に沿い、旧日光街道の一部をなす。

### 重用区間
- 福島県道349号向山会津長野停車場線（南会津郡南会津町長野字長野地内）

### 冬期交通不能区間
- 南会津郡下郷町白岩字南上平～同町澳田字半道田（延長2.1km）[3]

### バイパス
長野バイパス
- 起点：南会津郡田島町長野字二階間々
- 終点：南会津郡田島町長野字落合道下
- 延長：1,220m

旧南山通り（下野街道）の面影を残す集落内を通るため、急カーブが連続し幅員狭小（最小幅員3.0m）であり歩道がなく、近隣に大規模な採石場があり大型車両の往来も多いことから歩行者の安全性が確保できていなかった長野地区を迂回するために現道の南側に建設された。

### 道路施設
男女川橋
- 全長：33.0m
- 幅員：5.2m
- 竣工：1960年[5]

下郷町澳田字半道田甲にて一級水系阿賀野川水系男女川を渡る。
田沢橋
- 全長：15.5m
- 幅員：6.0(14.0)m
- 形式：単純PCプレテン中空床版桁橋
- 竣工：1995年

南会津郡下郷町塩生にて一級水系阿賀野川水系田沢川を渡る。県道付替え工事に伴い新たに架橋された。橋上は上下線対向2車線で供用されており、両側に歩道が整備されている。総事業費は1億2千万円。
加藤谷川橋
- 全長：100.7m
  - 主径間：32.7m
- 幅員：7.25（9.75）m
- 形式：3径間単純PCポステンT桁橋
- 竣工：1988年度

南会津町長野字下川原下に跨がり、一級水系阿賀野川水系加藤谷川を渡る。福島県内で自動車の通行が可能な木橋としては最後まで残っていた旧橋梁の老朽化、幅員狭小、重量制限の解消のために1986年度より地方道橋梁整備事業として架替が行われた。総工費は4億3400万円。
水無川橋
- 全長：93.0m
- 幅員：8.0m
- 竣工：1972年[8]

水無川歩道橋
- 全長：93.3m
  - 主径間：22.570m

- 幅員：3.0m
- 形式：4径間PC単純ポステンT桁橋
- 竣工：1995年

南会津町田島にて一級水系阿賀川水系水無川を渡る。田島町中心部と福島県立田島高等学校を結ぶルート上にあり、橋梁の幅員が狭いことから通学時の安全性向上のため歩道橋が建設された。歩道橋の総工費は1億3700万円。

## 沿革
- 1959年8月31日 - 福島県により県道路線として認定される。
- 2023年10月31日 - 終点の南会津町田島字東荒井甲から字西町甲にかけての約1.6㎞の区間（田島バイパスに並行する国道289号旧道区間）が新たに県道指定される[9]。翌週の11月7日に国道289号の指定が解除され、当路線の単独区間となる。

## 通過する自治体
- 福島県
  - 南会津郡下郷町 - 同郡南会津町

## 接続・交差する道路
- 南会津郡下郷町内
  - 国道118号（大字高陦字寄神乙 起点）
  - 国道289号甲子道路（大字塩生字大石）
  - 福島県道348号落合豊成線（大字落合字上下川原）
- 南会津郡南会津町内
  - 福島県道349号向山会津長野停車場線 会津長野駅方面（長野字長野）
  - 福島県道349号向山会津長野停車場線 国道121号方面（長野字長野）
  - 栃木県道・福島県道369号黒磯田島線（田島字横林甲）
  - 国道121号（田島字西町甲 終点）

## 沿線
- 湯野上温泉
- 長野郵便局
- 会津鉄道会津線
  - ふるさと公園駅
  - 養鱒公園駅
  - 会津長野駅
  - 田島高校前駅（福島県立田島高等学校）